# لياس حوري
لياس حوري (بالفرنسية: Lyes Houri)‏ (19 يناير 1996 في فرنسا - ) هو لاعب كرة قدم فرنسي في مركز الوسط. شارك مع منتخب فرنسا تحت 16 سنة لكرة القدم ومنتخب فرنسا تحت 17 سنة لكرة القدم ومنتخب فرنسا تحت 19 سنة لكرة القدم. أما مع النوادي، فقد لعب مع نادي باستيا ونادي فالينسيان وASM Belfort ‏.

## روابط خارجية
- لياس حوري على موقع رابطة كرة القدم الفرنسية للمحترفين (الإنجليزية)
- لياس حوري على موقع قاعدة بيانات كرة القدم.إي يو (الإنجليزية)
- لياس حوري على موقع Soccerway.com (الإنجليزية)
- لياس حوري على موقع AS.com (الإسبانية)